# Ferdinand Duranton
Pour les articles homonymes, voir Duranton.
Ferdinand Stanislas Sébastien Duranton (Jérémie, Saint-Domingue, 31 octobre 1787 - Médine, 3 septembre 1838) est un aventurier et voyageur français.

## Biographie
Fils d’un commissaire des colonies et d’une créole, il participe aux campagnes napoléoniennes puis voyage aux Antilles (1817-1818). Nommé commis auxiliaire de la Marine, il part au Sénégal où il dirige le poste de Dagana.
Devenu facteur à Bakel de la Compagnie commerciale de Galam (1822), il explore le Bambouk et le Boundou et atteint les chutes du Félou (1823).
En compagnie de Henri Grout de Beaufort, en 1825, il part, à partir de Saint-Louis, pour Tombouctou mais, en septembre 1825, son compagnon meurt. Il est alors chargé de continuer les travaux de Grout dans le Bambouk. Il séjourne alors un an à Médine (1826) où il épouse la fille du roi du Khasso, Aoua Demba.
Rentré en France (1827), il repart rapidement pour l'Afrique (1828) avec une subvention du ministère de la Marine et deux minéralogistes dans le but d'explorer les mines d'or du Bambouk. Installé de nouveau à Médine, il ne donne plus aucune nouvelle.
Accusé de toute part de détournement, de malversation, d’espionnage au profit des Anglais, et même de vouloir devenir roi du Khasso, il est arrêté en juillet 1837 puis, faute de preuves, remis en liberté.
Associé aux luttes contre Samba Koumba, roi du Galam et contre les Bambara, il meurt à Médine en septembre 1838.
Il n'a laissé de ses aventures que des rapports manuscrits.

## Hommage
Une rue ainsi qu'un square de Paris, dans le 15e arrondissement, portent son nom.